# Tabanus masamitsui
Tabanus masamitsui är en tvåvingeart som beskrevs av Hayakawa 1976. Tabanus masamitsui ingår i släktet Tabanus och familjen bromsar. Inga underarter finns listade i Catalogue of Life.